# 特里德韋爾山
特里德韋爾山（英語：Mount Treadwell）是南極洲的山峰，位於瑪麗伯德地，屬於福特山脈中史旺森山脈的一部分，海拔高度820米，美國地質調查局根據測量和美國海軍拍攝的空中照片繪入地圖，現時由南極條約體系管理。